# Šesta križarska vojna
Šesta križarska vojna (1228–1229), znana tudi kot križarska vojna Friderika II., je bila vojaška ekspedicija za ponovno zavzetje Jeruzalema in preostale Svete dežele. Začela se je sedem let po neuspeli peti križarski vojni in je vključevala zelo malo dejanskih bojev. Diplomatsko manevriranje cesarja Svetega rimskega cesarstva in sicilskega kralja Friderika II. je privedlo do tega, da je Jeruzalemsko kraljestvo za večji del naslednjih petnajstih let ponovno prevzelo nekaj nadzora nad Jeruzalemom in drugimi deli Svete dežele.

## Zahodna Evropa po peti križarski vojni
Peta križarska vojna se je končala leta 1221 in ni dosegla ničesar. Friderik II. se kljub številnim obljubam in zaobljubi, da bo to storil, nikoli ni pridružil kampanji. Vojske, ki jih je poslal v Egipt, so prispele prepozno, da bi preprečile poraz, deloma tudi zaradi pomanjkanja učinkovitega vodstva. Na Friderikova dejanja je bilo treba čakati še veliko let.  Ko je leta 1216 umrl papež Inocenc III., njegov naslednik Honorij III. Friderika ni takoj zaobljubil, ampak ga je samo spomnil, da krščanski svet čaka na njegova dejanja. Honorijev naslednik Gregor IX., ki je postal papež marca 1227, do cesarja ni bil tako vljuden. Ajubidi v Siriji in Egiptu so bili v vpleteni v državljansko vojno, v kateri se je sultan al Kamil spopadal s svojimi brati in drugimi sorodniki. Sultanova ponudba ozemlja v zameno za mir je po peti križarski vojni ostala na mizi in Friderik je bil tiski, ki naj bi jo izkoristil.

### Friderik II. in papeštvo
Neuspeh pete križarske vojne je bil uničujoč udarec za krščanstvo. Od vseh evropskih vladarjev je bil samo cesar Svetega rimskega cesarstva Friderik II. sposoben, da ponovno pridobiti izgubljeni Jeruzalem.  Friderik je bil, tako kot mnogi vladarji 13. stoletja, serijski crucesignatus. Ko je bil 15. julija 1215 v Aachnu uradno okronan za nemškega kralja, je presenetil množico, ko je vzel križ in pozval prisotne plemiče, naj storijo enako. Dvajset let je minilo od križarske zaobljube njegovega očeta  Henrika VI. in še vedno ni jasno, ali je očetova nemška križarska vojna leta 1197 vplivala na sinovo odločitev za peto križarsko vojno.
Cesar se je znova zaobljubil, ko ga je papež 22. novembra 1220 v Rimu okronal za kralja Italije. Istočasno je Friderikov najstarejši sin Henrik VII. prevzel naslov kralja Rimljanov, Konstanca Aragonska pa je bila okronana za cesarico. Leto pozneje je Honorij III. opomnil Friderika, da ni izpolnil svoje zaobljube, in decembra 1221 poslal Nicola de Chiaromonteja, kardinala Tuskuluma, da se s Friderikom posvetuje. Aprila 1222 se je de Chiaromonte vrnili v Veroli, da bi se posvetoval s papežem. Strateški sestanek za naslednjo križarsko vojno je potekal šele marca 1223 v Ferentinu. Na njem so bili prisotni papež, cesar, Ivan Briennski, latinski patriarh Raoul Mérencourtski, mojstri vojaških redov in mnogi drugi.  Friderik se je znova zaobljubil, da bo šel na križarsko vojno, in podpisal sporazum z nezanesljivim Tomažem Celanskim, s katerim se je pogajal Tomaž I. Akvinski. Niti ta sporazum niti tisti, ki je bil podpisan dve leti pozneje v San Germanu, nista zagotovila Friderikovega odhoda.
Za odpravo so določili nov datum:  24. junij 1225. Friderik, ki je junija 1222 ovdovel, je istočasno načrtoval strateško poroko. Po umiku križarjev iz Egipta leta 1221 se je Ivan Briennski vrnil v Akon. Upal je, da bo našel primernega moža za svojo hčer Izabelo II Jeruzalemsko, ki je bila takrat stara komaj 9 let. Kraljestvo je prepustil svojemu svetniku Odu iz Montbéliarda in v spremstvu patriarha Raoula iz Mérencourta in mojstra hospitalcev Guérina de Montaiguja odpotoval v Italijo. V Apuliji se je srečal s Friderikom II. in poskrbel za poroko Izabele II. z njim. Papež je dal svoj blagoslov in Ivan se je odločil, da bo ostal regent do leta 1226. Ko je Ivan zapustil Italijo in se leta 1224 poročil z Berengarijo Leónsko, je Hermannu von Salza zaupal priprave za poroko svoje hčere.
Po vsej Evropi so bili ponovno poslani pridigarji, da bi pridobili podporo za novo križarsko vojno, ki jo bo tokrat vodil Friderik. Odziv ni bil skladen s pričakovanji in vse je kazalo, da ciljni datum ne bo izpolnjen. Honorij III. je v Nemčijo kot papeškega legata poslal kardinala Conrada iz Porta, da bi spodbudil tamkajšnjo duhovščino, naj nadaljuje s pozivi na križarski pohod. Papež je pozval tudi francoskega kralja Ludvika VIII., naj se pridruži Frideriku, vendar nobeno prizadevanje ni obrodilo sadov. Vsi so bili prepričani, da je časovni načrt nedosegljiv. Papež je v Rietiju pristal na odlog do 18. julija 1225.

### Sangermanski sporazum
Sporazum iz San Germana, podpisan v današnjem Cassinu 25. julija 1225, sta sklenila Friderik II. in Honorij III. Friderik je obljubil, da bo najkasneje 15. avgusta 1227 odšel na križarsko vojno in tam ostal dve leti. V tem obdobju naj bi vzdrževal 1000 vitezov v Siriji, zagotovil transport za dodatne sile in deponiral 100.000 unč zlata, ki bodo v varstvu Hermana Salzaškega, Ivana Briennskega in patriarha, in mu bodo vrnjene, ko bo prispel v Akon. Če iz kakršnega koli razloga, vključno s smrtjo, ne bi prišel tja, bi se denar porabil za potrebe Svete dežele. Obljubil je tudi, da če bo šel na križarsko vojno, jo bo tudi vodil. Na podlagi določil sporazuma so se Friderikove sile umaknile iz okupiranih delov Papeške države. Še več: papežu naj bi bile vrnjene vsa papeška posesti v Kraljevini Siciliji.
Friderik je z roko na evangelijih na velikem oltarju potrdil pogoje sporazuma. Apostolski legat Rainald iz Urslingena, vojvoda Spoleta, je prisegel "na cesarjevo dušo", da se bo pod grožnjo izobčenja držal sporazuma. V pismu papežu je Friderik ponovil pogoje in brezpogojno sprejel izobčenje v primeru, če se križarska vojna ne bo zgodila.

### Kralj Jeruzalema
Friderik II. je želel oditi v Sveto deželo kot jeruzalemski kralj. Avgusta 1225 se je po pooblaščencu v Akonu poročil s hčerko Ivana Briennskega Izabelo II. Izabela je bila nekaj dni kasneje v Tiru okronana za jeruzalemsko kraljico. Friderik je ponjo poslal štirinajst galej pod poveljstvom admirala Henrika Malteškega in se z njo uradno poročil v Brindisiju 9. novembra 1227.
Friderikove zahteve po jeruzalemski kroni so načele njegove odnose z Ivanom Briennskim, saj naj bi slednji dobil zagotovilo, da bo do smrti ostal jeruzalemski kralj. Friderik je seveda trdil da je po Izabelini poroki to pravico izgubil.

### Financiranje vojne
Prihod jeruzalemskega kralja Ivana Briennskega v Brindisi novembra 1222 je imel več ciljev. Finančne rezerve njegovega kraljestva so bile izčrpane in je potreboval dodatna sredstva. Kraljeve prošnje za podporo v Angliji in Španiji so bile zaman, obljuba Filipa II. Francoskega pa je bila iz računa, ki je bil že dodeljen Sveti deželi. Angleški kralj Henrik III. je sčasoma uvedel posebno dajatev, vendar ni jasno, ali je s temi prostovoljnimi prispevki zbral kaj in koliko denarja.
Odlok Ad Liberandam, objavljen na Četrtem lateranskem koncilu leta 1215, je vzpostavil sistem za javno financiranje križarskih vojn. Izplačila iz papeške blagajne so predstavljala bistveno pomoč križarskemu gibanju, vendar je bil pomemben tudi denar, ki so ga zbrali posamezni crucesignati. Nekaj sredstev je šlo neposredno lokalnim križarjem. Do leta 1220 je sredstva suvereno delil papež Inocenc III. Friderik sprva od tega ni imel nobene koristi, od leta 1221 do 1228 pa je za svojo načrtovano križarsko vojno dobival omejena cerkvena sresdstva. Sredstva za cesarsko vojsko bi moral zbrati sam. Zlato, zaplenjeno po San Germanu, je bilo zaradi zamude hitro porabljeno in Friderik je leta 1228 v Kraljevini Siciliji uvedel novo dajatev. Kot jeruzalemski kralj je dobil tudi finančno podporo s Cipra. Pomanjkanje sredstev prispevalo k majhnosti križarske vojske.

## Pohod se začne
Leta 1226 je postalo jasno, da se bo šesta križarska vojna začela z izkrcanjem v Siriji in Palestini s ciljem, da se osvoji Jeruzalem. Vojno, ki je bila v bistvu omejena z določbami Sangermanskega sporazuma, naj bi vodil Friderik II. Po smrti papeža Honorija III. leta 1227 je novi papež Gregor IX. sklenil vojno nadaljevati kljub odporu do Friderika II.

### Pregled ključnih dogodkov
Začetna faza križarske vojne je bila zapleteno prizadevanje, ki je vključevalo več premikov vojske, pogajanja z Ajubidi, zamudo odhoda zaradi Friderikove bolezni, kasnejše izobčenje in končno prihod cesarja v Akon. Ključni dogodki te faze vojne so bili:
- avgust 1227: prvi val križarjev odpluje iz Brindisija in oktobra pripluje v Sirijo
- 1226–1227: Friderikova pogajanja z al-Kamilom
- september 1227: drugi val križarjev, vključno s Friderikom, odpluje na vzhod in se vrne
- november 1227: Gregor IX. izobči Friderika
- junij 1228: Friderik končno odpluje na vzhod

Po pet tednih postanka na Cipru je Friderik septembra 1228 končno pristal v Akonu.

### Nemški in sicilski udeleženci
Nova Friderikova vloga je vplivala tudi na cilj križarske vojne. Leta 1224 je bil napad usmerjen na Egipt, kar je zahtevalo ladje, ki bi lahko vplule v delto Nila. Napad se je zdaj osredotočil na Jeruzalem, z vojaki iz Nemčije in financiranjem iz Sicilskega kraljestva. Oliver Paderbornski, zelo učinkovit pri novačenju za peto križarsko vojno, pri novačenju vojakov v Italiji ni bil uspešen. Zamenjal ga je škof Konrad iz Hildesheima. Deželni grof Ludvik Turingijski  in Waleran III. Limburški sta imela med turingijskimi in avstrijskimi vitezi več uspeha. Križarji so dobili tudi veliko podporo iz Kölna, Lübecka in Wormsa. Vojski so se pridružili tudi številni prelati in ministeriali, med njimi tudi pesnik Freidank. Število in hrabrost nemških križarjev sta dala načrtovalcem ekspedicije nekaj upanja na uspeh.

### Sodelovanje Anglije
Henrik III. Angleški je prevzel križ ob svojem kronanju maja 1220 in po neuspehu francoskega kralja  Ludvika IX. načrtoval novo križarsko vojno. Leta 1223 je papež Honorij III. prosil Henrika za pomoč v Sveti deželi. Henrik III., tako kot njegov oče Ivan Brez dežele, je dajal prednost krizi v svojem kraljestvu, a naj bi v šesti križarski vojni kljub temu sodeloval.
William Briwere, škof iz Exetra, je v križarski vojni sodeloval kot pooblaščenec svojega strica Williama Brewerja, ki je umrl, preden je uspel izpolniti svoje križarske zaobljube. Brewer je prevzel križ leta 1189, vendar je bil oproščen zaradi upravnih dolžnosti. Briwere je šel na križarsko vojno s Petrom des Rochesom, škofom iz Winchestra.  V Sveto deželo ju je spremljala vojska križarjev, za katere ni jasno, ali so bili Angleži ali plačanci, rekrutirani na celini. Kontingent je odšel iz Brindisija avgusta 1227.
Škofa sta bila vplivna svetovalca Friderika II. Ker je papež ukazal, da nihče ne sme sodelovati z izobčenim Friderikom, sta oba škofa prezrla papeževe ukaze. Z denarjem, ki sta ga prinesla, so zgradili utrdbe Cezareje in Jaffe. Oba sta bila tudi priči pri sklenitvi sporazuma z al-Kamilom februarja 1229.

### Pogajanja med cesarjem in sultanom
Sultan al-Kamil je bil leta 1226 sredi strašne državljanske vojne. Po neuspešnih pogajanjih z Zahodom leta 1219 je tokrat poskusil znova. K Frideriku je poslal emirja Fahr ad-Din Jusufa s prošnjo, naj pride v Akon na pogovore. Ponudil je vrnitev večjega dela Svete dežele v zameno za vojaško podporo proti njegovemu bratu al-Muazamu iz Damaska. Fahr ad-Din naj bi bil po prihodu v Palermo nekoliko presenečen, ker je Friderik govoril arabsko, občudoval muslimansko družbo in preziral papeštvo.
Friderik se je odzval tako, da je na srečanje z al-Kamilovim odposlancem poslal svojega baillija in zaupnega svetovalca Tomaža Akvinskega in palermskega nadškofa Berardusa. Na srečanju so si zgolj izmenjali vljudnostna darila. Viri poročajo, da se je škof kasneje poskušal pogajati z al-Muazamom, ki je zavrnil uvodna pogajanja in poskušal skleniti mir z mlajšim bratom al-Ašrafom. Pogajanja so se nadaljevala jeseni 1227.

### Odhod
Kot izhodišče je bilo določeno pristanišče Brindisi. Do sredine poletja 1227 je tja prispelo veliko število križarjev. Gneča in visoka vročina sta prispevali k splošnemu nezadovoljstvu in boleznim med zbranimi vojaki. Mnogi so se vrnili domov. Nekateri so umrli, vključno z augsburškim škofom Siegfriedom von Rechbergom.
Prvi kontingenti križarjev so izpluli avgusta 1227 in prispeli v Sirijo v začetku oktobra. Med njimi so bili Nemci pod poveljstvom Tomaža Akvinskega in Henrika Limburškega ter Francozi in Angleži pod poveljstvom škofov Petra des Rochesa in Williama Briwereja. Ko so prispeli v Akon, so utrdili obalni mesti Cezarejo in Jaffo. Muslimane iz Damaska so izgnali iz Sidona in utrdili otok Qal'at al-Bahr. Nemci so za tevtonske viteze obnovili grad Montfort severovzhodno od Akona.
Cesar in njegov kontingent sta odplula 8. septembra 1227. Še preden so pripluli do Otranta, je mnoge, vključno s Friderikom, prizadela kuga. Ludvik Turingijski je umrl. Friderik se je izkrcal, da bi dobil zdravniško pomoč, floto dvajsetih galej pa je poslal naprej v Akon.  Poveljstvo križarske vojske je prevzel limburški vojvoda Henrik IV.

### Friderikovo izobčenje
Friderik II. je k papežu Gregorju IX. poslal svoje odposlance, da bi ga obvestili o stanju v Otrantu. Papež jih ni hotel srečati in poslušati Friderikove strani zgodbe. 29. septembra 1227 je cesarja izobčil, ker ni izpolnil svoje zaobljube. V pismu, poslanem cesarju 10. oktobra 1227, je določil pogoje za njegovo rehabilitacijo. Iz pisma je razvidno, da je papeža bolj skrbela Sicilija kot Sveta dežela. Friderik je bil v pismu označen za brezobzirnega kršitelja svoje svete prisege, ki jo je večkrat dal v Aachnu, Veroliju, Ferentinu in San Germanu, in odgovornega za smrt križarjev v Brindisiju. Obtožil ga je, da je hlinil svojo bolezen in se sproščal v Pozzouliju, namesto da bi se vojskoval v Sveti deželi. Friderikov odgovor je bil bolj stvaren in je vključeval poziv, naj še več vernikov prevzame križ.
Novembra 1227 je bil sultanov odposlanec Fahr ad-Din Jusuf ponovno poslan na srečanje s cesarjem. Cesar ga je na srečanju domnevno povzdignil v viteza. Pogajanja so potekala tajno, kar je povzročilo zaskrbljenost med nemškimi križarji. Kmalu po Fahr ad-Dinovem odhodu je cesarjev pogajalec Tomaž Akvinski sporočil, da je damaščanski sultan al-Muazam 12. novembra 1227 nenadoma umrl. Njegova smrt je spremenilo razmerje moči in Friderik je poslal v Sirijo Riharda Filangierija, maršala Sicilije, s 500 vitezi, da bi okrepil vojsko, ki je že bila tam.

## Šesta križarska vojna
Friderik se je še zadnjič poskusil spraviti s papežem. Na razgovor z njim je poslal magdeburškega nadškofa Alberta I. Kaefernburškega in dva sicilska sodnika, vendar brez uspeha. Friderik je 28. junija 1228 odplul iz Brindisija. S seboj je imel le majhno vojaško enoto, saj je glavnina odplula avgusta 1227, okrepitve pa aprila 1228. Guérin de Montaigu, mojster hospitalcev, ki je pomagal prepričati papeža, da je prekinil premirje z muslimani, Friderika kot izobčenca ni hotel spremljati. Zamenjal ga je Bertrand de Thessy.

### Postanek na Cipru
Friderikovo ladjevje je 21. julija 1228 priplulo v Limassol na južni obali Cipra. 
Ciprsko kraljestvo je bila cesarski fevd, ki ga Friderikov oče Henrik VI. prejel kot poklon Aimeryja Lusignanskega. Kraljestvu je od leta 1205  vladal Hugo I. Ciprski, po njegovi smrti pa Alica Šampanjska kot regentka mladega kralja Henrika I. Ciprskega.
Cesar se je ustavil z jasnim namenom, da na Cipru utrdi svojo oblast. Trdil je, da je regentstvo Ivana Ibelinskega nelegitimno, in zahteval predajo Ivanovega celinskega fevda Bejruta cesarskemu prestolu. Tu se je cesar motil, ker sta bili Ciprsko in Jeruzalemsko kraljestvo ustavno ločeni državi.
Friderik je 3. september 1228 odplul iz Famaguste v Akon. Spremljali so ga kralj Henrik I. Ciprski, Ivan Ibelinski in številni ciprski plemiči.

### Jerzualemsko kraljestvo
Friderik II. je prispel v Akon  7. septembra 1228 in bil toplo sprejet s strani templjarjev, hospitalcev in duhovščine. Popustil je njihovemu pritisku in k papežu poslal Henrika Malteškega in nadškofa Marina Filangierija, da naznanita njegov prihod v Sirijo in ga zaprosita za odvezo. Gregor IX. prošnje ni uslišal in obvestil latinskega patriarha in mojstre redov, da izobčenje kljub njegovemu prihodu še traja.
Križarska vojska v Akonu je bila razdvojena. Cesrjev del vojske, tevtonski vitezi, Pisanci in Genovežani so ga podpirali, Angleži so omahovali, templjarji, patriarh in sirska duhovščina pa so sledili sovražni papeški politiki. Ko se je v Sveti deželi razvedelo za cesarjevo izobčenje, je podpora javnosti zanj močno upadla. Nabolj zapleten je bil položaj hospitalcev in templjarjev, ki se niso želeli pridružiti cesarju, vendar so podpirali križarsko vojno. Pridružili so se mu, ko je Friderik njihovo ime odstrani iz uradnih povelj. Lokalni baroni so Friderika sprva navdušeno pozdravili, vendar so bili previdni zaradi cesarjeve politike centralizacije in njegove želje po vsiljevanju cesarske oblasti.
Friderikova vojska ni bila velika. Od vojakov, ki jih je poslal leta 1227, se je večina vrnila domov zaradi nepotrpežljivosti ali strahu, da bi užalili Cerkev. Tisti redki, ki so pluli na vzhod pod patriarhom Geroldom Lozanskim, so ostali, tako kot vitezi pod Richardom Filangierijem. Vojska ni bila sposobna zadati odločilen udarec muslimanom. Cesar si ni mogel niti privoščiti niti organizirati podaljšane kampanje v Sveti deželi. Najprimernejši izhod so bila pogajanja.

### Sporazum iz Jaffe
Po dokončani medsebojnih spopadov v Siriji je bil al-Kamilov položaj močnejši kot leto prej, ko je dal Frideriku prvotno mirovno ponudbo. Sultan verjetno ni vedel, da je bila Friderikova vojska le senca tiste, ki se je zbrala ob pozivu na vojno. Friderik se je tega zavedal in k al-Kamilu poslal Tomaža Akvinskega in Balijana Sidonskega, da sta obvestila sultana o njegovem prihodu v Sveto deželo. Al-Kamil je bil prijazen, a neobvezujoč. Pogajanja so se nadaljevala.
Friderik je upal, da bo al-Kamil spoštoval sporazum izpred nekaj let in januarja 1229 prejel obvestilo, da je Ivan Briennski s papeško vojsko zavzel San Germano in grozil Capui. To je Friderika postavilo v zelo neprijeten položaj: če bi se v Sveti deželi predolgo zadržal, bi lahko izgubil svoj imperij, če bi odšel brez rezultatov, bi bil osramočen. Henriku Malteškemu je naročil, naj do naslednje Velike noči pošlje v Sirijo še dvajset galej. Al-Kamil je bil na srečo zaposlen z obleganjem Damaska, ki ga je brail njegov nečak an-Nasir Davud. V stiski je privolil, da Frankom odstopi Jeruzalem skupaj z ozkim prehodom do obale.
Sporazum znan kot Sporazum iz Jaffe, je vključeval tudi sporazum, ki so ga podpisali različni ajubidski vladarji v Tell Adžulu blizu Gaze, zato je bil Sporazum iz Jaffe z al-Kamilovega vidika samo razširitev prejšnjega sporazuma.  Sporazum bi se zato lahko imenoval tudi Sporazum iz Jaffe in Tell Adžula.
Sporazum je bil sklenjen 18. februarja 1229 in je vključeval desetletno premirje. Priči sta bila angleška škofa Peter des Roches in Viljem Briwere. Ohranjena ni nobena popolna kopija sporazuma, niti latinska niti arabska. 
Al-Kamil je predal križarjem Jeruzalem z izjemo nekaterih muslimanskih svetih krajev. Friderik je dobil tudi Betlehem in Nazaret, del okrožja Sidon, ter Jaffo in Toron, ki sta dominirala nad obalo. Vrnjena so bila morda tudi druga gospostva, vendar viri tega ne omenjajo. Sporazum je bil vsekakor kompromis, saj so muslimani obdržali nadzor nad območjem Tempeljskega griča v Jeruzalemu, mošejo al-Aksa in Kupolo na skali. Transjordanski gradovi so ostali v rokah Ajubidov. Ali je bilo Frideriku dovoljeno obnoviti jeruzalemske utrdbe, ni bilo jasno, čeprav so jih križarji dejansko obnovili.
Zdi se, da je Friderik sultanu obljubil svojo podporo proti vsem njegovim sovražnikom, tudi krščanskim. Križarske države – Kneževina Antiohija in Grofija Tripoli – v primeru vojne z muslimani ne bi dobile cesarjeve podpore. Trdnjave hospitalcev in templjarjev so ostale v statusu quo. Ujetnike iz tega spopada in prejšnje križarske vojne naj bi izpustili. Določbe, povezane z vojaškimi redovi in posestmi Bohemonda IV. Antiohijskega, so verjetno odraz pomanjkanje njihove podpore Frideriku.

### V Jeruzalemu
Patriarh in mojstri vojaških redov – Gérold Lausannski, Pedro de Montaigu in Bertrand de Thessy – so se zaradi sporazuma in z njim povezanih koncesij počutili izdane, saj je bila zaščita svetega mesta skoraj nemogoča. Hermann von Salza se je obrnil na Gérolda s predlogom sprave, toda patriarh je v tem videl prevaro in poskušal preprečiti Friderikov vstop v Jeruzalem z grožnjami z izobčenjem vojske. Vojski naproti je poslal nadškofa Petra iz Cezareje, ki je v Jeruzalem prišel prepozno.
Friderik je vstopil v Jeruzalem 17. marca 1229 in prejel uradno predajo mesta s strani al-Kamilovega predstavnika. Naslednji dan je šel v baziliko Božjega groba  in si na glavo položil krono. Hermann von Salza je prebral cesarjevo izjavo in za njegovo izobčenje ni krivil papeža, temveč njegove svetovalce. Za kronanje ni jasno ali so ga razlagali kot uradno kronanje za jeruzalemskega kralja. V odsotnosti patriarha je bilo to vsekakor vprašljivo. Razen tega obstajajo dokazi, da je bila krona prevzaprav cesarska, kronanje pa vsekakor provokacija. Friderik je bil uradno samo regent Konrada II. Jeruzalemskega, svojega sina z Izabelo II. Konrad je bil rojen malo pred Friderikovim odhodom v Sveto deželo leta 1228. 
Friderik je s krono na glavi odšel v palačo hospitalcev, kjer se je sestal z angleškimi škofi in člani vojaških redov, da bi razpravljali o mestnih utrdbah. Peter iz Cezareje je prišel v Jeruzalem šele zjutraj 19. marca 1229, da bi izvršil interdikt, vendar se je modro premislil in tega ni storil. Kakor koli že, Friderikovo zanimanje za Jeruzalem je kmalu pojenjalo, saj je nameraval takoj oditi. Na poti v pristanišče so ga nehvaležni ljudje iz Akona obmetavali z gnojem in drobovino.
1. maja 1229 je Friderik odpotoval iz Akona in po postanku na Cipru priplul v Brindisi  10. junija 1229. Papež je šele čez en mesec izvedel, da je zapustil Sveto deželo. Do jeseni je Friderik ponovno v celoti zavzel ves svoj imperij. Od papeža je s Sangermanskim sporazumom 28. avgusta 1230 dosegel preklic svojega izobčenja. Hospitalcem in templjarjem je vrnil blago, zaplenjeno na Siciliji.

## Zapuščina
Rezultati šeste križarske vojne na splošno niso bili hvaljeni. Dve pismi s krščanske strani pripovedujeta različni zgodbi. Friderik je v svojem dopisovanju s Henrikom III. Angleškim hvalil velik uspeh tega podviga. V nasprotju z njim pismo "vsem vernim" patriarha Gérolda iz Lozane slika temnejšo sliko cesarja in njegovih dosežkov. Na muslimanski strani je bil al-Kamil sam zadovoljen s sporazumom, arabski viri pa so sporazum označili za "enega najbolj katastrofalnih dogodkov v zgodovini islama", krivdo pa pripisali izključno sultanu. Muslimanski zgodovinarji so izražali enak prezir do sultana in cesarja.
Desetletni rok Friderikovega sporazuma z al-Kamilom je povzročil, da je papež Gregor IX. pozval k novi križarski vojni, da bi zavaroval za krščanstvo Sveto deželo po letu 1239.  S tem se je začela križarska vojna baronov, neorganizirana afera, ki se je končala z razmeroma omejeno podporo Friderika in papeža, vendar je kljub temu pridobila več ozemlja kot šesta križarska vojna.
Friderikova vojna je bila precedens, saj je dosegel uspeh brez vpletenosti papeža. Uspeh je dosegel celo brez bojevanja, saj ni imel dovolj močne vojske, da bi spopadel z Ajubidi. Uspeh je bil posledica tudi vpletenosti Ajubidov v upor v Siriji. Kasnejše križarske vojne so začeli posamezni kralji, kot so bili Teobald I. Navarski (križarska vojna baronov), Ludvik IX. Francoski (sedma in osma križarska vojna)  in Edvard I. Angleški (devete križarska vojna), ki so jasno pokazali na načeto papeško avtoriteto.
V ajubidskem taboru je sporazum omogočil sultanu al-Kamilu in njegovemu bratu al-Ašrafu, da svojo energijo usmerita v poraz njunega nečaka, emirja Damaska an-Nasirja Davuda, in zavzameta njegovo glavno mesto junija 1229. An-Nasir je postal podrejen al-Kamilu in dobil v posest Kerak.

## Primarni viri
Zgodovinopisje šeste križarske vojne se ukvarja z "zgodovino zgodovin" vojaških pohodov, o katerih se tu govori, pa tudi z biografijami pomembnih osebnosti tega obdobja. Primarni viri vključujejo dela, ki so jih napisali v srednjem veku, na splošno udeleženci križarske vojne, ali sočasno z dogodkom. Primarni zahodni viri o šesti križarski vojni vključujejo več poročil očividcev in so naslednji: 
- Estoire d’Eracles émperor (Zgodovina cesarja Heraklija) je zgodovina Jeruzalema do leta 1277 neznanega avtorja. Delo je nadaljevanje dela Viljema iz Tira in črpa podatke od Ernoula, plemiča Baliana Ibelinskega, in Rothelinovega nadaljevanja.[62]
- Historia Orientalis (Zgodovina Orienta, Historia Hierosolymitana) in Epistolae teologa in zgodovinarja Jacquesa de Vitryja.[63]
- Flores Historiarum angleškega letopisca Rogerja iz Wendoverja,[64] ki pokriva zgodovino od leta 1188 do 1235.[65]
- Grand chronique (Velika kronika),[66] angleškega letopisca Matthewa Parisa.
- Gestes des Chiprois (Dejanja Ciprčanov),[67] več avtorjev, vključno s Filipom iz Novare.Delo vključuje Vojne Friderika II. proti Ibelinom v Siriji in na Cipru.[68]
- Historia diplomatica Frederici secundi (Zgodovina diplomacije Friderika II.)[69] je zgodovina diplomacije Friderika II., ki jo je napisal francoski arhivar in zgodovinar Jean L. Huillard-Bréholles.[70]
- Ryccardi di Sancto Germano Notarii Chronicon (Kronika sangermanskega notarja Riharda).[71]

Med arabske vire o križarski vojni spadajo:
- Popolna zgodovina (الكامل في التاريخ, al-Kāmil fit-Tārīkh), zlasti 3. del: Leta 589–629/1193–1231. Ajubidi po Saladinu in mongolski grožnji.[72] arabskega ali kurdskega zgodovinarja Alija ibn al-Athirja.[73]
- Kitāb al-rawḍatayn (Knjiga dveh vrtov) in njeno nadaljevanje al-Dhayl ʿalā l-rawḍatayn arabskega zgodovinarja Abu Šame.[74]
- Tarikh al-Mukhtasar fi Akhbar al-Bashar (Abdul-Fidova zgodovina) kurdskega zgodovinarja Abuul-Fide.[75]
- Zgodovina Egipta egiptovskega zgodovinarja Al-Makrizija.[76]
- Perles d’Historie (Biseri zgodovine) arabskega islamskega učenjaka Badr al-Din al-Ajnija.[77]
- Zgodovina aleksandrijskih patriarhov, ki se začne v 10. stoletju in nadaljuje do 13. stoletja.

## Opomba
1. ↑  Latinska beseda crucesignatus (mn. crucesignati) je bila eden od sodobnih srednjeveških izrazov za križarja. Dobesedni pomen besede je "oseba, označena s križem" in izhaja iz križa, ki ga je križar običajno nosil na svojih oblačilih kot vidno znamenje svoje zaobljube, da bo šel na križarsko vojno. Ta običaj je bil tako pogost, da je izraz "prevzeti križ" (latinsko crucem accipere, crucem acceptre in podobno) postal dejansko sinonim za "dati križarsko zaobljubo". Čeprav je znano, da so križarji na svoja oblačila pritrjevali ali šivali križe že na koncilu v Clermontu (1095), očitno na spodbudo papeža Urbana II., se zdi, da je uporaba izraza crucesignatus postala razširjena šele v času tretje križarske vojne (1189–1192). Ta kronologija nakazuje, da je bila razširjena uporaba izraza povezana z razvojem formalnega obreda podeljevanja in sprejemanja križa, za kar obstajajo dokazi iz poznega dvanajstega stoletja.[4]